# 北浦村 (香川県)
北浦村（きたうらそん）は、香川県小豆郡にあった村。

## 歴史
- 1890年2月15日 - 町村制施行に伴い、小豆郡小海村、見目村、屋形崎村、馬越村が合併し、北浦村が発足。
- 1955年4月1日 - 土庄町・四海村・豊島村・大鐸村・淵崎村と新設合併し、改めて土庄町が発足。同日付で北浦村が廃止。